# Spyker C8
C8 — це спорткари створені спеціалістами фірми Spyker і виготовляються з 2002 року.

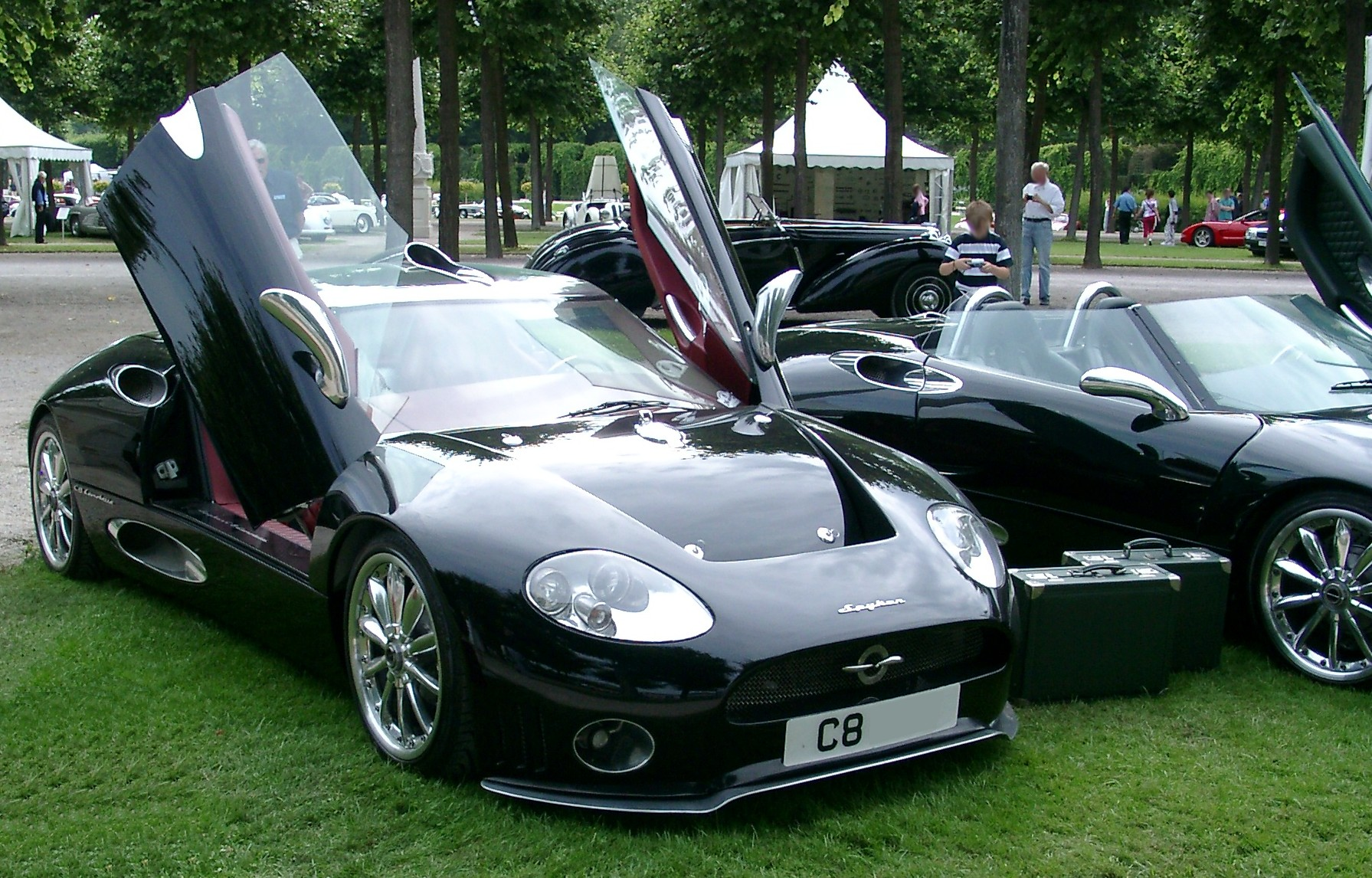
Spyker C8

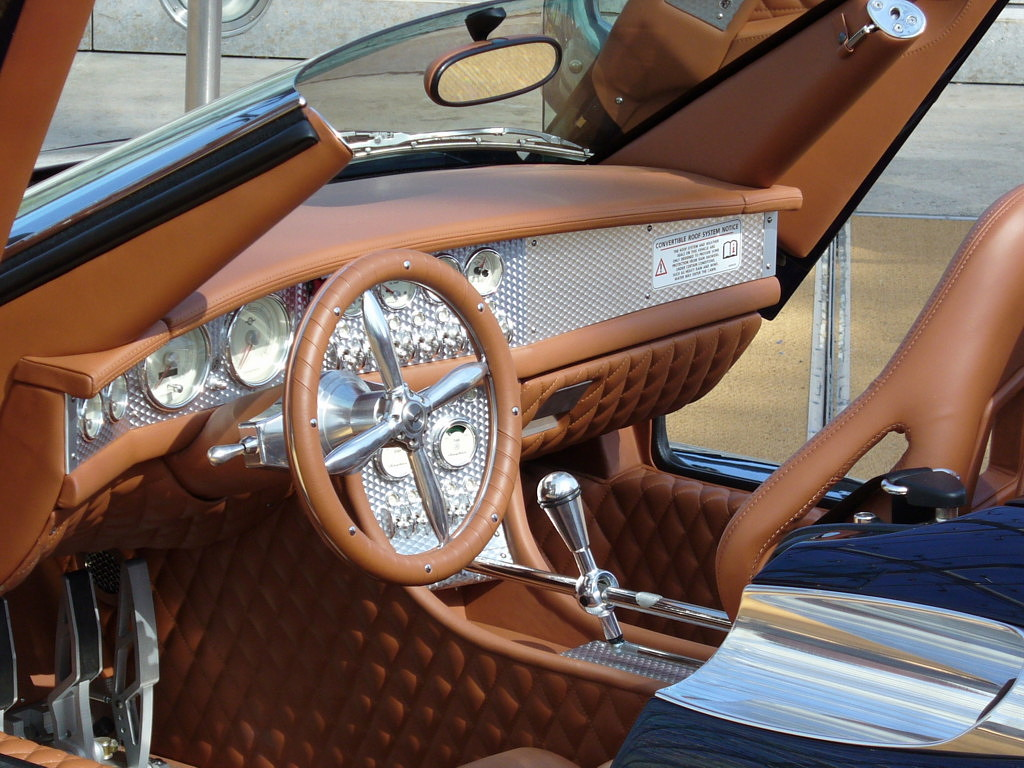
Spyker C8

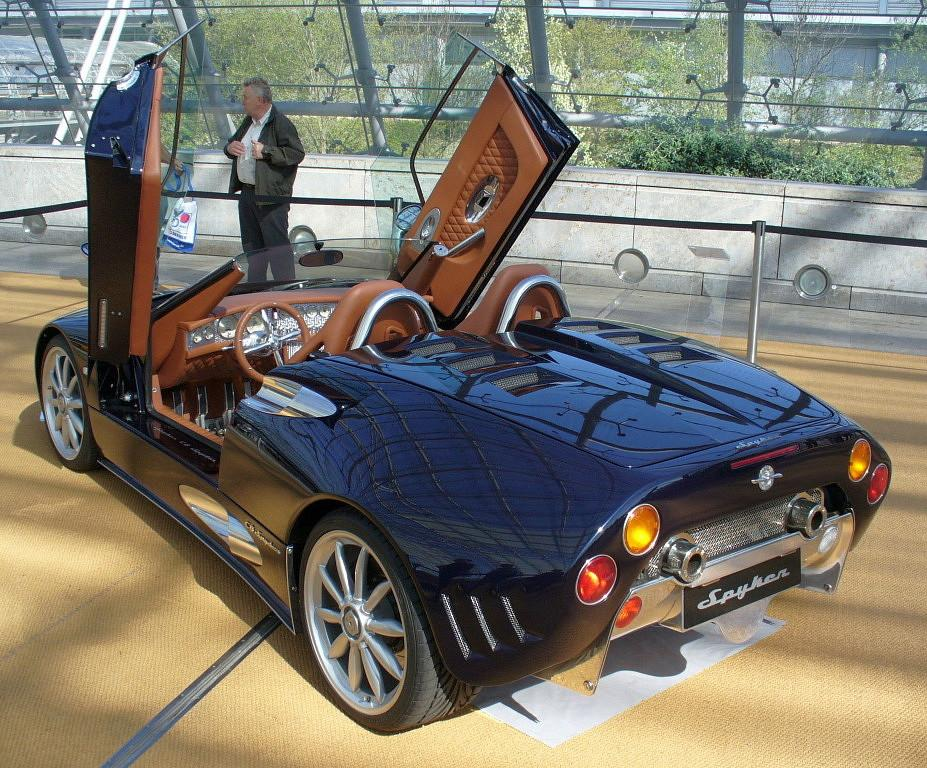
Spyker C8

## Технічні дані
|                                | Spyker C8 Spyder | Spyker C8 Spyder T                | Spyker C8 Laviolette | Spyker C8 Double 12 S          | Spyker C8 Double 12 R (гоночний) | Spyker C8 Spyder GT2R (гоночний) |
| ------------------------------ | ---------------- | --------------------------------- | -------------------- | ------------------------------ | -------------------------------- | -------------------------------- |
| Циліндри/Клапани               | V8 / 5           | V8 Bi-turbo / 5                   | V8 / 5               | V8 / 5                         | V8 / 5                           | V8 / 5                           |
| Об'єм (cm³)                    | 4172             | 4172                              | 4172                 | 3999                           | 3999                             | 3800                             |
| Потужність (кВт / к.с.)        | 298 / 400        | 391 / 525                         | 335 / 450            | 298 / 400 (опція до 492 / 620) | 357 / 480                        | близько 335 / 450                |
| Крутний момент. (Нм / хв−1)    | 480 Нм           | 560 Нм                            | 480 Нм               | 480 Нм (опція до 678 Нм)       | 480 Нм                           | нема даних                       |
| Привід                         | На задні колеса  | На задні колеса                   | На задні колеса      | На задні колеса                | На задні колеса                  | На задні колеса                  |
| КПП                            | Ручна / 6        | Ручна / 6 (опція Автоматична / 6) | Автоматична / 6      | Ручна / 6                      | Ручна / 6                        | Ручна / 5                        |
| 0-100 км/год                   | 4,4              | 3,9                               | 4,4                  | 4,5 (опція до 3,7)             | 4.0                              | нема даних                       |
| Максимальна швидкість (км/год) | 300              | 320                               | 300                  | 301 (опція до 345)             | 330                              | нема даних                       |
| Вага (кг)                      | 1000             | 1315                              | 1070                 | 1350                           | 1100                             | 1100                             |